# (120504) 1993 SS10
1993 أس أس 10 (ويعرف أيضًا باسم (120504) 1993 أس أس 10 وفق تسمية الكوكب الصغير) (بالإنجليزية: 1993 SS10)‏ هو كويكب ضمن حزام الكويكبات؛ وترتيبه 120504 من حيث الاكتشاف.
اكتُشف هذا الجُرم الفلكي بواسطة إيريك والتر إلست في 22 سبتمبر 1993.

## وصلات خارجية
- (120504) 1993 SS10 في قاعدة بيانات مختبر الدفع النفاث لأجرام النظام الشمسي الصغيرة

- الاكتشاف · مخطط المدار ·  العناصر المدارية · المعلمات المادية

- (120504) 1993 SS10 على موقع ويكي سكاي: DSS2, SDSS, GALEX, IRAS, Hydrogen α, X-Ray, Astrophoto, Sky Map, Articles and images